# Агинтай Батир
Агинтай Батир (каз. Ағынтай батыр, 1598—1672) — середньовічний казахський народний герой. Це батир з роду Аргин Середнього жузу, полководець, один із вірних сподвижників ханів Есіма і Жангіра.
Збереглося багато переказів про виняткову фізичну силу і мужність Агинтая. Його кулак перемагав будь-якого супротивника. Тому казахи називають його «каз. Ағинтай жұдириғи» («кулак Агинтая»).

## Біографія
З 1620 року Агинтай Батир брав участь у всіх великих боях з джунгарами. Агинтай Батир разом з Карасай Батиром звільнив Жангір хана з калмицького полону. У 1643 році джунгарський лідер Батир контайши з 50-тисячним військом напав на землю казахів. У містечку Орбулак хан Жангір здобув перемогу над джунгарським військом. У битві спочатку сили були нерівні: Жангір з 600-ма сарбазами, в числі яких був і Агинтай батир, вступив в бій з військами джунгарського контайши, використовуючи європейську тактику ведення бою. У боях 1643—1644 років Карасай і Агинтай батири не раз демонструють своє військове мистецтво і відвагу, показуючи приклад для наслідування молодим сарбази.
Востаннє Карасай і Агинтай батири брали участь в битві з джунгарами у 1664 році з 2-тисячним військом калмиків. Уже в похилому віці Карасай батир переїжджає на батьківщину свого бойового соратника Агинтая батира. Тут він помер в 1671 році у віці 73 років. А через рік помер і Агинтай батир. Обидва поховані на одному цвинтарі, на сопці Кулшинбай-тобе Айиртауського району Північноказахстанської області.

## Вшанування
16 червня 1999 року в Петропавловську на Театральній площі перед російським драматичним театром імені М. Погодіна на заздалегідь побудованому постаменті з куртинського граніту був споруджений пам'ятник легендарним героям казахського народу Карасай батиру і Агинтай батиру. Дві бронзові фігури воїнів в обладунках стоять пліч-о-пліч, у кожного в руці піка, перед собою батири тримають щит. Скульптурна композиція відлита з бронзи білоруськими майстрами, а монтаж вели фахівці Петропавлівського заводу важкого машинобудування під керівництвом представників Спілки архітекторів Казахстану. Скульптором пам'ятника є Досжанов Болат Сапарович, архітектори Ю. Дворніков, С. Фазилов.
22 червня 1999 року в урочистій церемонії відкриття пам'ятника народним полководцям взяв участь Президент Республіки Казахстан Нурсултан Назарбаєв.
15 жовтня 1999 року на місці поховання батирів на Кулшінбай-тобе в Айиртауському районі Північно-Казахстанської області споруджено унікальний меморіальний комплекс Карасан і Агинтай батирів, що присвячений великим героям народно-визвольного руху.